# Manny Legace
Emmanuel „Manny“ Legace (* 4. Februar 1973 in Toronto, Ontario) ist ein ehemaliger kanadischer Eishockeytorwart, der im Verlauf seiner aktiven Karriere unter anderem für die Los Angeles Kings, Detroit Red Wings, St. Louis Blues und Carolina Hurricanes in der National Hockey League gespielt hat. Von 2018 bis 2023 war er Torwarttrainer bei den Columbus Blue Jackets.

## Karriere
Legace wurde von den Hartford Whalers in der achten Runde beim NHL Entry Draft 1993 an Stelle 188 gezogen. Zu diesem Zeitpunkt spielte er bei den Niagara Falls Thunder in der Ontario Hockey League. In den folgenden Jahren spielte er weiter in unterklassigen Ligen, unter anderem für die Springfield Falcons zwischen 1994 und 1998. 1994 gewann er mit der kanadischen Nationalmannschaft bei den Olympischen Winterspielen die Silbermedaille, kam selbst aber nicht zum Einsatz.
1997 zogen die Hartford Whalers nach Carolina um und nannten sich seit dem Carolina Hurricanes. 1998 wurde er zu den Los Angeles Kings transferiert, wo er das erste Mal in der National Hockey League auf dem Eis stand, den Großteil der Saison aber bei Long Beach Ice Dogs in der International Hockey League zwischen den Pfosten stand. Zu Beginn der Saison 1999/2000 wurde Legace ein Free Agent und bekam einen Vertrag bei den Detroit Red Wings, wurde in der Spielzeit aber fast ausschließlich bei den Manitoba Moose in der IHL eingesetzt.
In den folgenden Jahren bekam er mehr Eiszeit in der NHL, stand jedoch immer noch im Schatten anderer Goalies, wie Chris Osgood, Dominik Hašek oder Curtis Joseph. 2002 gewann er mit Detroit den Stanley Cup. Während des Lockouts in der NHL spielte er in Russland bei Chimik Woskressensk, absolvierte aber nur zwei Spiele und verbrachte den Rest der Saison in Novi, Michigan. Zu Beginn der Saison 2005/06 war er nun endlich die Nummer 1 bei den Detroit Red Wings und beendete mit seinem Team die reguläre Saison auf Platz 1. Die Play-Offs waren aber schon sehr früh und überraschend in der ersten Runde gegen die Edmonton Oilers beendet, gegen die man mit 4:2 (Best of Seven) verlor.
Trotz guter Leistungen teilte man ihm nach der Saison mit, dass man nicht mehr mit ihm plane und der Vertrag nicht verlängert wird. Anfang August unterschrieb er einen Vertrag bei den St. Louis Blues. Dort übernahm er unumstritten den Posten als Stammtorhüter und war in der Saison 2006/07 noch einer der stärkeren Spieler des Teams, obwohl das Jahr eher enttäuschend für die Blues verlief. Allerdings konnte Legace nicht die volle Anzahl an Spielen absolvieren, da er sich erst im Dezember eine Gehirnerschütterung zuzog und sich Ende Februar 2007 einer Knieoperation unterziehen musste. Sein Vertrag wurde schließlich um zwei Jahre bis 2009 verlängert. Zu Beginn der Saison 2008/09 verlor Legace seinen Stammplatz im Tor an den von den Nashville Predators gewechselten Chris Mason, der eine sehr starke Saison spielt. Am 6. Februar 2009 geben die St.Louis Blues bekannt, dass sie Manny Legace auf die Waiver-Liste gesetzt haben und dafür Torhüter Chris Holt vom Farmteam in den NHL-Kader geholt haben. Nach einer Saison bei den Carolina Hurricanes, wo er wenig Spiele absolvierte, wechselte er 2010 zu den Iserlohn Roosters.
Nachdem er im Sommer 2011 ein Try-Out bei den Vancouver Canucks absolviert, allerdings keinen Vertrag erhalten hatte, wurde der Torwart zur Saison 2011/12 von den San Antonio Rampage aus der American Hockey League ebenfalls für ein Try-Out verpflichtet. Nach einem AHL-Spiel für die Rampage entschied sich Legace im Oktober 2011 für ein Engagement bei den Springfield Falcons, abermals auf Try-Out-Basis. Nach der Saison 2011/12 beendete Legace seine aktive Karriere.

### Trainerlaufbahn
Nach dem Ende seiner Spielerkarriere blieb Legace den Springfield Falcons als Torwarttrainer erhalten. 2015 wechselte er in derselben Position zu den Lake Erie Monsters und wiederum ein Jahr später zu den Cleveland Monsters. 2018 wurde er von den Columbus Blue Jackets aus der National Hockey League verpflichtet. Im April 2023 wurde er, ebenso wie Cheftrainer Brad Larsen entlassen.

## Erfolge und Auszeichnungen
| - 1993 OHL First All-Star Team - 1993 OHL Goaltender of the Year - 1996 Teilnahme am AHL All-Star Classic - 1996 AHL First All-Star Team - 1996 Aldege „Baz“ Bastien Memorial Award | - 1996 Harry „Hap“ Holmes Memorial Award (gemeinsam mit Scott Langkow) - 2002 Stanley-Cup-Gewinn mit den Detroit Red Wings - 2005 NHL-Defensivspieler des Monats Oktober - 2008 Teilnahme am NHL All-Star Game |

### International
- 1993 Goldmedaille bei der Junioren-Weltmeisterschaft
- 1993 All-Star-Team der Junioren-Weltmeisterschaft
- 1993 Bester Torhüter der Junioren-Weltmeisterschaft
- 1994 Silbermedaille bei den Olympischen Winterspielen

## Karrierestatistik
(Legende zur Torhüterstatistik: GP oder Sp = Spiele insgesamt; W oder S = Siege; L oder N = Niederlagen; T oder U oder OT = Unentschieden oder Overtime- bzw. Shootout-Niederlage; Min. = Minuten; SOG oder SaT = Schüsse aufs Tor; GA oder GT = Gegentore; SO = Shutouts; GAA oder GTS = Gegentorschnitt; Sv% oder SVS% = Fangquote; EN = Empty Net Goal; 1 Play-downs/Relegation; Kursiv: Statistik nicht vollständig)